# アラン・ピンカートン

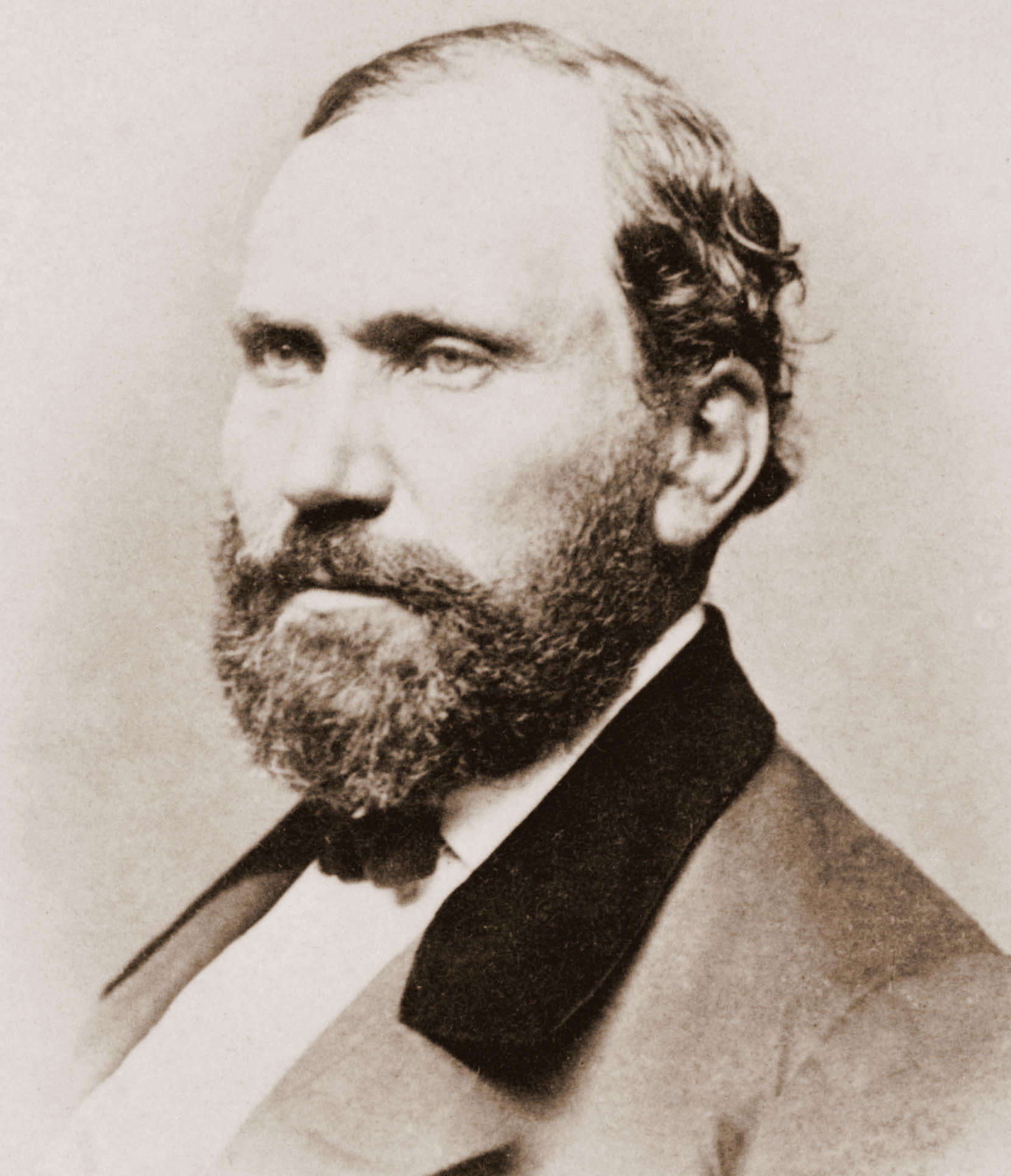
アラン・ピンカートン

アラン・ピンカートン  （Allan Pinkerton、1819年8月25日 - 1884年7月1日）は、私立探偵・スパイとして知られる19世紀アメリカ合衆国の人物。スコットランドのグラスゴー生まれ。1842年シカゴに移住し、1850年にアメリカ初の私立探偵社・警備会社であるピンカートン探偵社を設立した。
南北戦争では、リンカーン大統領の依頼を受け大統領警護の任務を引き受けた(リンカーンの暗殺時には、すでに任を解かれていた)ほか、南部連合への諜報活動や南軍のスパイ摘発に活躍した。摘発したスパイの中には、アメリカ社交界で暗躍した女スパイ、ローズ・オニール・グリーンハウも含まれている。
20世紀初めのロシアで、彼をモデルにしたキャラクター、ナット・ピンカートン（Нат Пинкертон）が主人公の探偵小説 "Пинкертоновщина" がシリーズ化されている。
2014年から、アメリカ合衆国のTVドラマ"荒野のピンカートン探偵社"が始まり、アンガス・マクファーデンが彼の役を演じている。